# Kissomlyó
Kissomlyó is een plaats (község) en gemeente in het Hongaarse comitaat Vas. Kissomlyó telt 220 inwoners (2015).
In het dorp wonen verschillende nationaliteiten. Het dorp is gebouwd op en rondom een miljoen jaren geleden ontstane vulkaan. De krater is nog aanwezig en gratis te bezoeken. Op de berg zijn vele (kleine) wijngaarden.
Kissomlyó ligt in de omgeving van 4 thermaal baden in Borgáta,Sárvár,Mesteri en Celldömölk.